# Jinsei×Boku=
Jinsei×Boku= (a veces estilizado como 人生×僕= Jinsei Kakete Boku wa o Life Times Me Equals) —en español: La vida me iguala— es el sexto álbum de la banda japonés de J-rock ONE OK ROCK, fue lanzado el 6 de marzo de 2013 a través del sello discográfico de Japón A-Sketch  y logró alcanzar el primer lugar en la lista semanal de Oricon. Este álbum trajo ONE OK ROCK a la popularidad mundial, sobre todo después de que el primer sencillo, "The Beginning", fue seleccionado como banda sonora oficial en la adaptación de Rurouni Kenshin. La canción alcanzó el puesto #2 en el Billboard Japón Hot 100 y se quedó durante 45 semanas. El siguiente sencillo, "Deeper Deeper / Nothing Helps", fue presentado en el juego DmC: Devil May Cry ("Nada Ayuda") y usado para los comerciales de Suzuki Swift TV ("Deeper Deeper").
Un DVD especial incluido con el álbum lanzado para limitada pre-orden sólo, consisten en una actuación acústica en el estudio de "The Beginning" y "the same as...".
La canción "The Beginning" se puede escuchar en la película Rurouni Kenshin . La canción "Be the light" fue utilizada en la película de animación Space Pirate Captain Harlock, protagonizada por Shun Oguri y Haruma Miura.

## Lista de canciones
| N.º | Título                                  | Duración |  |
| 1.  | «Introduction〜Where idiot should go〜» | 1:12     |  |
| 2.  | «Ending Story??»                        | 4:15     |  |
| 3.  | «ONION!»                                | 3:18     |  |
| 4.  | «The Beginning»                         | 4:55     |  |
| 5.  | «Clock Strikes»                         | 3:55     |  |
| 6.  | «Be the light»                          | 5:39     |  |
| 7.  | «Nothing Helps»                         | 4:48     |  |
| 8.  | «Juvenile»                              | 3:59     |  |
| 9.  | «All Mine»                              | 4:36     |  |
| 10. | «Smiling Down»                          | 4:25     |  |
| 11. | «Deeper Deeper»                         | 3:35     |  |
| 12. | «69»                                    | 4:37     |  |
| 13. | «the same as...»                        | 4:36     |  |